# Biosanmetoden
BioSan-metoden, BioSan, är en metod för biologisk behandling av förorenade jordmassor. Sedan 1990-talet har massor förorenade av exempelvis olja och PAH (polycykliska aromatiska kolväten), framgångsrikt behandlats. Jordmassor byggs upp i limpor. "Många miljarder medarbetare" gör grovjobbet; d.v.s. mikroorganismer; bakterier, svampar etc. Syre, vatten och näring är som i kompostering viktig. Det som gör biosanmetoden speciell är patenterad högteknologi och utarbetade arbetsmetoder gör att mikroorganismernas nedbrytningsarbete påskyndas.
Metoden är väl beprövad samt effektiv och konkurrenskraftig. Den används industriellt på flera jordbehandlingsanläggningar i Sverige.
Renade och återvunna massor kan återanvändas i anläggningsprojekt enligt uppställda regler.